# Campeonato Mundial de Snooker de 2017
O Campeonato Mundial de Snooker de 2017 foi a edição de 2017 do Campeonato Mundial de Snooker, decorrendo de 15 de abril a 1 de maio de 2017 no Crucible Theatre de Sheffield, na Inglaterra. A final foi disputada em 30 de abril e 1 de maio. O vencedor foi Mark Selby, que conquistou o seu terceiro título de campeão do mundo ao vencer na final John Higgins por 18-15.

## Prémios
O valor total de "prize money" do evento foi incrementado para £17 500 000 face às £1 500 100 do Campeonato Mundial de Snooker de 2016. O valor é repartido do seguinte modo:
| - Vencedor: £375000 - 2.º lugar: £160000 - Meias-finais: £75000 - Quartos de final: £37500 - Últimos 16: £25000 - Últimos 32: £16000 - Últimos 48: £12000 - Últimos 80: £8000 | - Maior break não emitido pela TV: £1000 - Maior break emitido pela TV: £10000 - Total: £1750000 |

O "rolling 147 prize" para um break máximo é de £5000.

## Resultados
Abaixo estão os resultados de cada ronda. Os números entre parênteses são os números dos cabeças de série.
|  | Primeira ronda         | Primeira ronda         |                        |    | Segunda ronda       | Segunda ronda       |  |  | Quartos de final    | Quartos de final    |  |  | Semifinais          | Semifinais          |
|  | Melhor em 19 frames    | Melhor em 19 frames    |                        |    | Melhor em 25 frames | Melhor em 25 frames |  |  | Melhor em 25 frames | Melhor em 25 frames |  |  | Melhor em 33 frames | Melhor em 33 frames |
|  |                        |                        |                        |    |                     |                     |  |  |                     |                     |  |  |                     |                     |
|  | 15 de abril            |                        |                        |    |                     |                     |  |  |                     |                     |  |  |                     |                     |
|  |                        |                        |                        |    |                     |                     |  |  |                     |                     |  |  |                     |                     |
|  | Mark Selby (1)         | 10                     |                        |    |                     |                     |  |  |                     |                     |  |  |                     |                     |
|  | Mark Selby (1)         | 10                     | 22, 23 e 24 de abril   |    |                     |                     |  |  |                     |                     |  |  |                     |                     |
|  | Fergal O'Brien         | 2                      |                        |    |                     |                     |  |  |                     |                     |  |  |                     |                     |
|  | Fergal O'Brien         | 2                      | Mark Selby (1)         | 13 |                     |                     |  |  |                     |                     |  |  |                     |                     |
|  | 19 de abril            |                        | Mark Selby (1)         | 13 |                     |                     |  |  |                     |                     |  |  |                     |                     |
|  |                        | Xiao Guodong           | 6                      |    |                     |                     |  |  |                     |                     |  |  |                     |                     |
|  | Ryan Day (16)          | Xiao Guodong           | 6                      | 4  |                     |                     |  |  |                     |                     |  |  |                     |                     |
|  | Ryan Day (16)          |                        | 25 e 26 de abril       | 4  |                     |                     |  |  |                     |                     |  |  |                     |                     |
|  | Xiao Guodong           | 10                     |                        |    |                     |                     |  |  |                     |                     |  |  |                     |                     |
|  | Xiao Guodong           | 10                     | Mark Selby (1)         | 13 |                     |                     |  |  |                     |                     |  |  |                     |                     |
|  | 19 e 20 de abril       |                        | Mark Selby (1)         | 13 |                     |                     |  |  |                     |                     |  |  |                     |                     |
|  |                        | Marco Fu (8)           | 3                      |    |                     |                     |  |  |                     |                     |  |  |                     |                     |
|  | Neil Robertson (9)     | Marco Fu (8)           | 3                      | 10 |                     |                     |  |  |                     |                     |  |  |                     |                     |
|  | Neil Robertson (9)     | 23 e 24 de abril       |                        | 10 |                     |                     |  |  |                     |                     |  |  |                     |                     |
|  | Noppon Saengkham       | 4                      |                        |    |                     |                     |  |  |                     |                     |  |  |                     |                     |
|  | Noppon Saengkham       | 4                      | Neil Robertson (9)     | 11 |                     |                     |  |  |                     |                     |  |  |                     |                     |
|  | 16 e 17 de abril       |                        | Neil Robertson (9)     | 11 |                     |                     |  |  |                     |                     |  |  |                     |                     |
|  |                        | Marco Fu (8)           | 13                     |    |                     |                     |  |  |                     |                     |  |  |                     |                     |
|  | Marco Fu (8)           | Marco Fu (8)           | 13                     | 10 |                     |                     |  |  |                     |                     |  |  |                     |                     |
|  | Marco Fu (8)           |                        | 27, 28 e 29 de abril   | 10 |                     |                     |  |  |                     |                     |  |  |                     |                     |
|  | Luca Brecel            | 9                      |                        |    |                     |                     |  |  |                     |                     |  |  |                     |                     |
|  | Luca Brecel            | 9                      | Mark Selby (1)         | 17 |                     |                     |  |  |                     |                     |  |  |                     |                     |
|  | 16 e 17 de abril       |                        | Mark Selby (1)         | 17 |                     |                     |  |  |                     |                     |  |  |                     |                     |
|  |                        | Ding Junhui (4)        | 15                     |    |                     |                     |  |  |                     |                     |  |  |                     |                     |
|  | Shaun Murphy (5)       | Ding Junhui (4)        | 15                     | 10 |                     |                     |  |  |                     |                     |  |  |                     |                     |
|  | Shaun Murphy (5)       | 20, 21 e 22 de abril   |                        | 10 |                     |                     |  |  |                     |                     |  |  |                     |                     |
|  | Yan Bingtao            | 8                      |                        |    |                     |                     |  |  |                     |                     |  |  |                     |                     |
|  | Yan Bingtao            | 8                      | Shaun Murphy (5)       | 7  |                     |                     |  |  |                     |                     |  |  |                     |                     |
|  | 15 e 16 de abril       |                        | Shaun Murphy (5)       | 7  |                     |                     |  |  |                     |                     |  |  |                     |                     |
|  |                        | Ronnie O'Sullivan (12) | 13                     |    |                     |                     |  |  |                     |                     |  |  |                     |                     |
|  | Ronnie O'Sullivan (12) | Ronnie O'Sullivan (12) | 13                     | 10 |                     |                     |  |  |                     |                     |  |  |                     |                     |
|  | Ronnie O'Sullivan (12) |                        | 25 e 26 de abril       | 10 |                     |                     |  |  |                     |                     |  |  |                     |                     |
|  | Gary Wilson            | 7                      |                        |    |                     |                     |  |  |                     |                     |  |  |                     |                     |
|  | Gary Wilson            | 7                      | Ronnie O'Sullivan (12) | 10 |                     |                     |  |  |                     |                     |  |  |                     |                     |
|  | 18 de abril            |                        | Ronnie O'Sullivan (12) | 10 |                     |                     |  |  |                     |                     |  |  |                     |                     |
|  |                        | Ding Junhui (4)        | 13                     |    |                     |                     |  |  |                     |                     |  |  |                     |                     |
|  | Liang Wenbo (13)       | Ding Junhui (4)        | 13                     | 10 |                     |                     |  |  |                     |                     |  |  |                     |                     |
|  | Liang Wenbo (13)       | 21 e 22 de abril       |                        | 10 |                     |                     |  |  |                     |                     |  |  |                     |                     |
|  | Stuart Carrington      | 7                      |                        |    |                     |                     |  |  |                     |                     |  |  |                     |                     |
|  | Stuart Carrington      | 7                      | Liang Wenbo (13)       | 12 |                     |                     |  |  |                     |                     |  |  |                     |                     |
|  | 17 e 18 de abril       |                        | Liang Wenbo (13)       | 12 |                     |                     |  |  |                     |                     |  |  |                     |                     |
|  |                        | Ding Junhui (4)        | 13                     |    |                     |                     |  |  |                     |                     |  |  |                     |                     |
|  | Ding Junhui (4)        | Ding Junhui (4)        | 13                     | 10 |                     |                     |  |  |                     |                     |  |  |                     |                     |
|  | Ding Junhui (4)        |                        |                        | 10 |                     |                     |  |  |                     |                     |  |  |                     |                     |
|  | Zhou Yuelong           | 5                      |                        |    |                     |                     |  |  |                     |                     |  |  |                     |                     |
|  | Zhou Yuelong           | 5                      |                        |    |                     |                     |  |  |                     |                     |  |  |                     |                     |
|  | 16 e 17 de abril       |                        |                        |    |                     |                     |  |  |                     |                     |  |  |                     |                     |
|  |                        |                        |                        |    |                     |                     |  |  |                     |                     |  |  |                     |                     |
|  | Stuart Bingham (3)     | 10                     |                        |    |                     |                     |  |  |                     |                     |  |  |                     |                     |
|  | Stuart Bingham (3)     | 10                     | 20 e 21 de abril       |    |                     |                     |  |  |                     |                     |  |  |                     |                     |
|  | Peter Ebdon            | 5                      |                        |    |                     |                     |  |  |                     |                     |  |  |                     |                     |
|  | Peter Ebdon            | 5                      | Stuart Bingham (3)     | 10 |                     |                     |  |  |                     |                     |  |  |                     |                     |
|  | 15 e 16 de abril       |                        | Stuart Bingham (3)     | 10 |                     |                     |  |  |                     |                     |  |  |                     |                     |
|  |                        | Kyren Wilson (14)      | 13                     |    |                     |                     |  |  |                     |                     |  |  |                     |                     |
|  | Kyren Wilson (14)      | Kyren Wilson (14)      | 13                     | 10 |                     |                     |  |  |                     |                     |  |  |                     |                     |
|  | Kyren Wilson (14)      |                        | 25 e 26 de abril       | 10 |                     |                     |  |  |                     |                     |  |  |                     |                     |
|  | David Grace            | 6                      |                        |    |                     |                     |  |  |                     |                     |  |  |                     |                     |
|  | David Grace            | 6                      | Kyren Wilson (14)      | 6  |                     |                     |  |  |                     |                     |  |  |                     |                     |
|  | 16 e 17 de abril       |                        | Kyren Wilson (14)      | 6  |                     |                     |  |  |                     |                     |  |  |                     |                     |
|  |                        | John Higgins (6)       | 13                     |    |                     |                     |  |  |                     |                     |  |  |                     |                     |
|  | Mark Allen (11)        | John Higgins (6)       | 13                     | 10 |                     |                     |  |  |                     |                     |  |  |                     |                     |
|  | Mark Allen (11)        | 21 e 22 de abril       |                        | 10 |                     |                     |  |  |                     |                     |  |  |                     |                     |
|  | Jimmy Robertson        | 8                      |                        |    |                     |                     |  |  |                     |                     |  |  |                     |                     |
|  | Jimmy Robertson        | 8                      | Mark Allen (11)        | 9  |                     |                     |  |  |                     |                     |  |  |                     |                     |
|  | 17 e 18 de abril       |                        | Mark Allen (11)        | 9  |                     |                     |  |  |                     |                     |  |  |                     |                     |
|  |                        | John Higgins (6)       | 13                     |    |                     |                     |  |  |                     |                     |  |  |                     |                     |
|  | John Higgins (6)       | John Higgins (6)       | 13                     | 10 |                     |                     |  |  |                     |                     |  |  |                     |                     |
|  | John Higgins (6)       |                        | 27, 28 e 29 de abril   | 10 |                     |                     |  |  |                     |                     |  |  |                     |                     |
|  | Martin Gould           | 6                      |                        |    |                     |                     |  |  |                     |                     |  |  |                     |                     |
|  | Martin Gould           | 6                      | John Higgins (6)       | 17 |                     |                     |  |  |                     |                     |  |  |                     |                     |
|  | 19 e 20 de abril       |                        | John Higgins (6)       | 17 |                     |                     |  |  |                     |                     |  |  |                     |                     |
|  |                        | Barry Hawkins (7)      | 8                      |    |                     |                     |  |  |                     |                     |  |  |                     |                     |
|  | Barry Hawkins (7)      | Barry Hawkins (7)      | 8                      | 10 |                     |                     |  |  |                     |                     |  |  |                     |                     |
|  | Barry Hawkins (7)      | 23 e 24 de abril       |                        | 10 |                     |                     |  |  |                     |                     |  |  |                     |                     |
|  | Tom Ford               | 3                      |                        |    |                     |                     |  |  |                     |                     |  |  |                     |                     |
|  | Tom Ford               | 3                      | Barry Hawkins (7)      | 13 |                     |                     |  |  |                     |                     |  |  |                     |                     |
|  | 18 e 19 de abril       |                        | Barry Hawkins (7)      | 13 |                     |                     |  |  |                     |                     |  |  |                     |                     |
|  |                        | Graeme Dott            | 6                      |    |                     |                     |  |  |                     |                     |  |  |                     |                     |
|  | Ali Carter (10)        | Graeme Dott            | 6                      | 7  |                     |                     |  |  |                     |                     |  |  |                     |                     |
|  | Ali Carter (10)        |                        | 25 e 26 de abril       | 7  |                     |                     |  |  |                     |                     |  |  |                     |                     |
|  | Graeme Dott            | 10                     |                        |    |                     |                     |  |  |                     |                     |  |  |                     |                     |
|  | Graeme Dott            | 10                     | Barry Hawkins (7)      | 13 |                     |                     |  |  |                     |                     |  |  |                     |                     |
|  | 15 de abril            |                        | Barry Hawkins (7)      | 13 |                     |                     |  |  |                     |                     |  |  |                     |                     |
|  |                        | Stephen Maguire        | 9                      |    |                     |                     |  |  |                     |                     |  |  |                     |                     |
|  | Anthony McGill (15)    | Stephen Maguire        | 9                      | 2  |                     |                     |  |  |                     |                     |  |  |                     |                     |
|  | Anthony McGill (15)    | 22, 23 e 24 de abril   |                        | 2  |                     |                     |  |  |                     |                     |  |  |                     |                     |
|  | Stephen Maguire        | 10                     |                        |    |                     |                     |  |  |                     |                     |  |  |                     |                     |
|  | Stephen Maguire        | 10                     | Stephen Maguire        | 13 |                     |                     |  |  |                     |                     |  |  |                     |                     |
|  | 18 e 19 de abril       |                        | Stephen Maguire        | 13 |                     |                     |  |  |                     |                     |  |  |                     |                     |
|  |                        | Rory McLeod            | 3                      |    |                     |                     |  |  |                     |                     |  |  |                     |                     |
|  | Judd Trump (2)         | Rory McLeod            | 3                      | 8  |                     |                     |  |  |                     |                     |  |  |                     |                     |
|  | Judd Trump (2)         |                        |                        | 8  |                     |                     |  |  |                     |                     |  |  |                     |                     |
|  | Rory McLeod            | 10                     |                        |    |                     |                     |  |  |                     |                     |  |  |                     |                     |
|  | Rory McLeod            | 10                     |                        |    |                     |                     |  |  |                     |                     |  |  |                     |                     |

| Final (à melhor de 35 frames) Crucible Theatre, Sheffield, 30 de abril e 1 de maio. Árbitro: Jan Verhaas | | |
| Mark Selby (1) | 18 – 15 | John Higgins (6) |
| Primeira sessão (8 frames) 76–34 (76), 7–50, 121–8 (62, 58), 0–141 (141), 40–99 (63), 1–126 (95), 54–59 (58), 33–68 Segunda sessão (9 frames) 86–0 (86), 8–60, 44–74, 69–22, 1–68, 0–76 (76), 81–9 (81), 121–12 (121), 96–17 Terceira sessão (7 frames) 76–1, 53–2, 29–107 (78), 63–40, 68–19 (67), 82–0 (58), 72–0 (72) Quarta e última sessão (máx. 11 frames) 72–22, 36–74, 76–1 (71), 134–4 (54, 70), 34–88 (88), 0–119 (111), 47–74, 132–0 (131), 80–19 (75) | Duração do jogo: (HH:MM:SS) Tempo médio por frame: (MM:SS) Breaks de 100+ pontos: 4 Break mais alto : 141 Por : John Higgins | Primeira sessão (8 frames) 76–34 (76), 7–50, 121–8 (62, 58), 0–141 (141), 40–99 (63), 1–126 (95), 54–59 (58), 33–68 Segunda sessão (9 frames) 86–0 (86), 8–60, 44–74, 69–22, 1–68, 0–76 (76), 81–9 (81), 121–12 (121), 96–17 Terceira sessão (7 frames) 76–1, 53–2, 29–107 (78), 63–40, 68–19 (67), 82–0 (58), 72–0 (72) Quarta e última sessão (máx. 10 frames) 72–22, 36–74, 76–1 (71), 134–4 (54, 70), 34–88 (88), 0–119 (111), 47–74, 132–0 (131), 80–19 (75) |
| Mark Selby vence o 2017 Betfred World Snooker Championship | | |

## Resultados das rondas de qualificação

### Ronda 1
| Jogador            | Pontuação | Jogador                    |
| ------------------ | --------- | -------------------------- |
| Mark Williams      | 10–7      | Zhao Xintong               |
| Liam Highfield     | 10–2      | Andres Petrov              |
| Stuart Carrington  | 10–2      | Alex Borg                  |
| Andrew Higginson   | 10–8      | Michael Georgiou           |
| Tom Ford           | 10–2      | Jamie Bodle                |
| Chris Wakelin      | 10–5      | Elliot Slessor             |
| Matthew Selt       | 10–4      | David John                 |
| Hossein Vafaei     | 10–1      | Hatem Yassen               |
| Robin Hull         | 8–10      | Reanne Evans               |
| Matthew Stevens    | 8–10      | Lee Walker                 |
| Noppon Saengkham   | 10–5      | Jak Jones                  |
| Anthony Hamilton   | 10–5      | Craig Steadman             |
| Li Hang            | 10–9      | Fraser Patrick             |
| Mike Dunn          | 10–6      | Andy Hicks                 |
| Nigel Bond         | 10–1      | Ng On Yee                  |
| Stephen Maguire    | 10–7      | Kritsanut Lertsattayathorn |
| Mark King          | 10–4      | Paul Davison               |
| Zhang Anda         | 7–10      | Fang Xiongman              |
| Xiao Guodong       | 10–2      | Tyler Rees                 |
| Sam Baird          | 10–2      | Ross Vallance              |
| Ben Woollaston     | 10–4      | Chris Totten               |
| Ken Doherty        | 10–4      | Jason Weston               |
| Zhou Yuelong       | 10–5      | Christopher Keogan         |
| Ian Burns          | 7–10      | Ian Preece                 |
| Alfie Burden       | 10–6      | Adam Duffy                 |
| Jamie Jones        | 10–0      | Jamie Curtis-Barrett       |
| Dechawat Poomjaeng | 10–7      | Chen Zhe                   |
| Graeme Dott        | 10–3      | Allan Taylor               |
| Tian Pengfei       | 10–4      | Zhang Yong                 |
| Fergal O'Brien     | 10–6      | Gerard Greene              |
| Rhys Clark         | 10–1      | Wayne Townsend             |
| David Gilbert      | w/o–w/d   | Patrick Wallace            |

| Jogador            | Pontuação | Jogador               |
| ------------------ | --------- | --------------------- |
| Joe Perry          | 10–3      | Zack Richardson       |
| Mei Xiwen          | 5–10      | Akani Songsermsawad   |
| Mark Joyce         | 10–3      | Jordan Brown          |
| David Grace        | 10–6      | Thor Chuan Leong      |
| Luca Brecel        | 10–4      | Sean O'Sullivan       |
| Joe Swail          | 10–8      | Sanderson Lam         |
| Dominic Dale       | 10–2      | Boonyarit Keattikun   |
| Daniel Wells       | 10–7      | Adam Stefanów         |
| Gary Wilson        | 10–9      | Josh Boileau          |
| Thepchaiya Un-Nooh | 9–10      | Peter Lines           |
| Ross Muir          | 10–7      | Gareth Allen          |
| Michael White      | 10–3      | Aditya Mehta          |
| Rory McLeod        | 10–7      | Darryl Hill           |
| Kurt Maflin        | 6–10      | Sydney Wilson         |
| Martin O'Donnell   | 10–9      | Jackson Page          |
| Ricky Walden       | 7–10      | Hammad Miah           |
| Michael Holt       | 10–2      | Hamza Akbar           |
| Jamie Cope         | 5–10      | Eden Sharav           |
| Peter Ebdon        | 10–3      | Michael Wild          |
| Jack Lisowski      | 10–7      | Jimmy White           |
| Alan McManus       | 10–1      | Kurt Dunham           |
| Rod Lawler         | 10–5      | Xu Si                 |
| Jimmy Robertson    | 10–8      | Cao Yupeng            |
| Oliver Lines       | 10–6      | Duane Jones           |
| Yan Bingtao        | 10–8      | Sam Craigie           |
| Mark Davis         | 10–3      | Mitchell Mann         |
| Scott Donaldson    | 10–2      | Wang Yuchen           |
| Robert Milkins     | 6–10      | Alexander Ursenbacher |
| Robbie Williams    | 10–1      | James Cahill          |
| Yu Delu            | 10–0      | Itaro Santos          |
| John Astley        | 10–7      | Igor Figueiredo       |
| Martin Gould       | 10–2      | James Wattana         |

### Ronda 2
| Jogador            | Pontuação | Jogador          |
| ------------------ | --------- | ---------------- |
| Mark Williams      | 10–9      | Liam Highfield   |
| Stuart Carrington  | 10–6      | Andrew Higginson |
| Tom Ford           | 10–6      | Chris Wakelin    |
| Matthew Selt       | 6–10      | Hossein Vafaei   |
| Reanne Evans       | 6–10      | Lee Walker       |
| Noppon Saengkham   | 10–9      | Anthony Hamilton |
| Li Hang            | 10–4      | Mike Dunn        |
| Nigel Bond         | 3–10      | Stephen Maguire  |
| Mark King          | 10–4      | Fang Xiongman    |
| Xiao Guodong       | 10–4      | Sam Baird        |
| Ben Woollaston     | 10–4      | Ken Doherty      |
| Zhou Yuelong       | 10–8      | Ian Preece       |
| Alfie Burden       | 8–10      | Jamie Jones      |
| Dechawat Poomjaeng | 4–10      | Graeme Dott      |
| Tian Pengfei       | 9–10      | Fergal O'Brien   |
| Rhys Clark         | 6–10      | David Gilbert    |

| Jogador          | Pontuação | Jogador               |
| ---------------- | --------- | --------------------- |
| Joe Perry        | 9–10      | Akani Songsermsawad   |
| Mark Joyce       | 6–10      | David Grace           |
| Luca Brecel      | 10–8      | Joe Swail             |
| Dominic Dale     | 10–6      | Daniel Wells          |
| Gary Wilson      | 10–7      | Peter Lines           |
| Ross Muir        | 4–10      | Michael White         |
| Rory McLeod      | 10–7      | Sydney Wilson         |
| Martin O'Donnell | 7–10      | Hammad Miah           |
| Michael Holt     | 10–4      | Eden Sharav           |
| Peter Ebdon      | 10–9      | Jack Lisowski         |
| Alan McManus     | 5–10      | Rod Lawler            |
| Jimmy Robertson  | 10–4      | Oliver Lines          |
| Yan Bingtao      | 10–7      | Mark Davis            |
| Scott Donaldson  | 9–10      | Alexander Ursenbacher |
| Robbie Williams  | 7–10      | Yu Delu               |
| John Astley      | 6–10      | Martin Gould          |

### Ronda 3
OS vencedores avançam para o grupo principal.
| Jogador        | Pontuação | Jogador           |
| -------------- | --------- | ----------------- |
| Mark Williams  | 7–10      | Stuart Carrington |
| Tom Ford       | 10–8      | Hossein Vafaei    |
| Lee Walker     | 8–10      | Noppon Saengkham  |
| Li Hang        | 5–10      | Stephen Maguire   |
| Mark King      | 4–10      | Xiao Guodong      |
| Ben Woollaston | 9–10      | Zhou Yuelong      |
| Jamie Jones    | 8–10      | Graeme Dott       |
| Fergal O'Brien | 10–9      | David Gilbert     |

| Jogador             | Pontuação | Jogador               |
| ------------------- | --------- | --------------------- |
| Akani Songsermsawad | 3–10      | David Grace           |
| Luca Brecel         | 10–5      | Dominic Dale          |
| Gary Wilson         | 10–3      | Michael White         |
| Rory McLeod         | 10–7      | Hammad Miah           |
| Michael Holt        | 9–10      | Peter Ebdon           |
| Rod Lawler          | 6–10      | Jimmy Robertson       |
| Yan Bingtao         | 10–4      | Alexander Ursenbacher |
| Yu Delu             | 7–10      | Martin Gould          |